# Madrids arkitekturhögskola

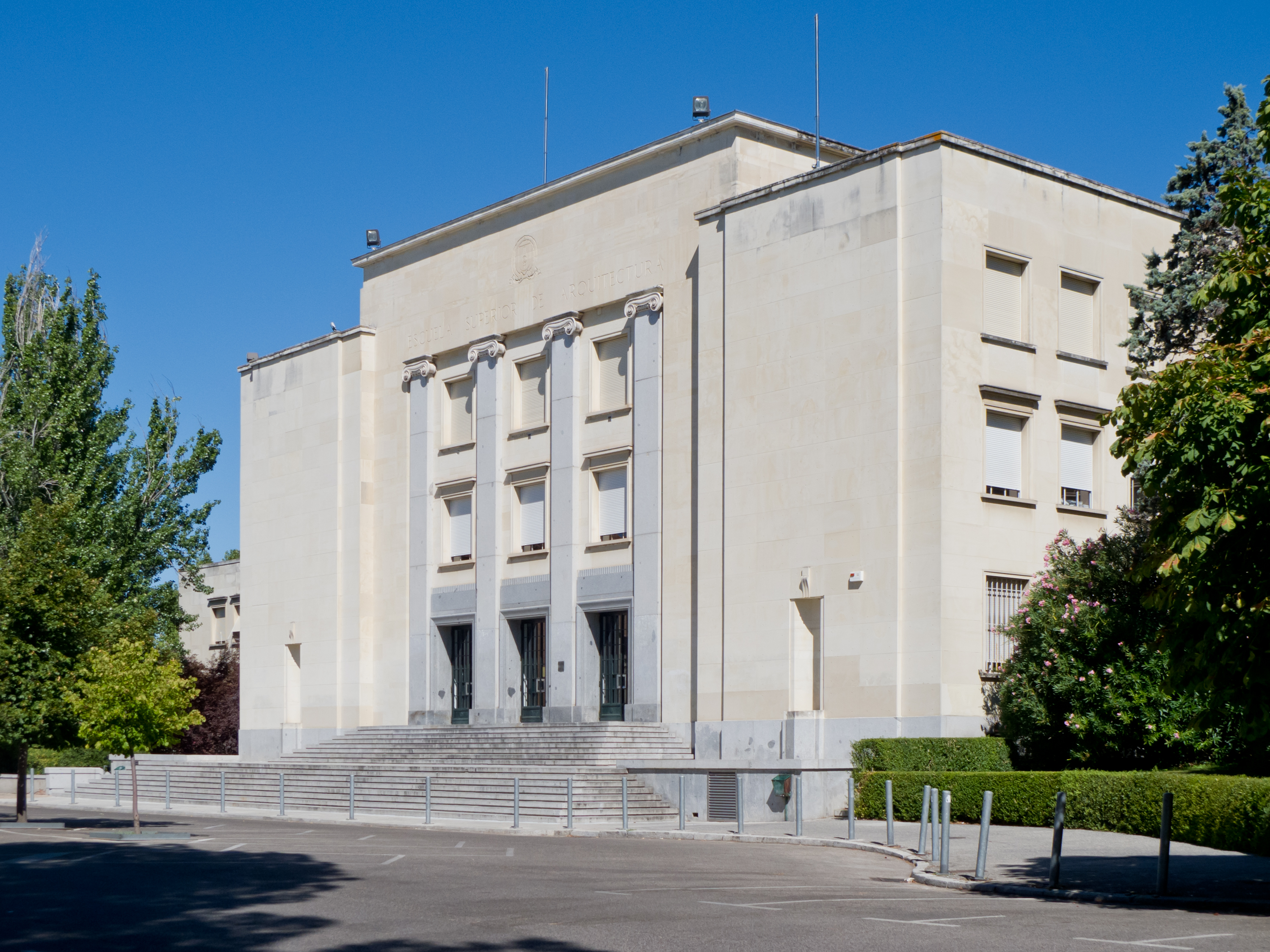
ETSAM

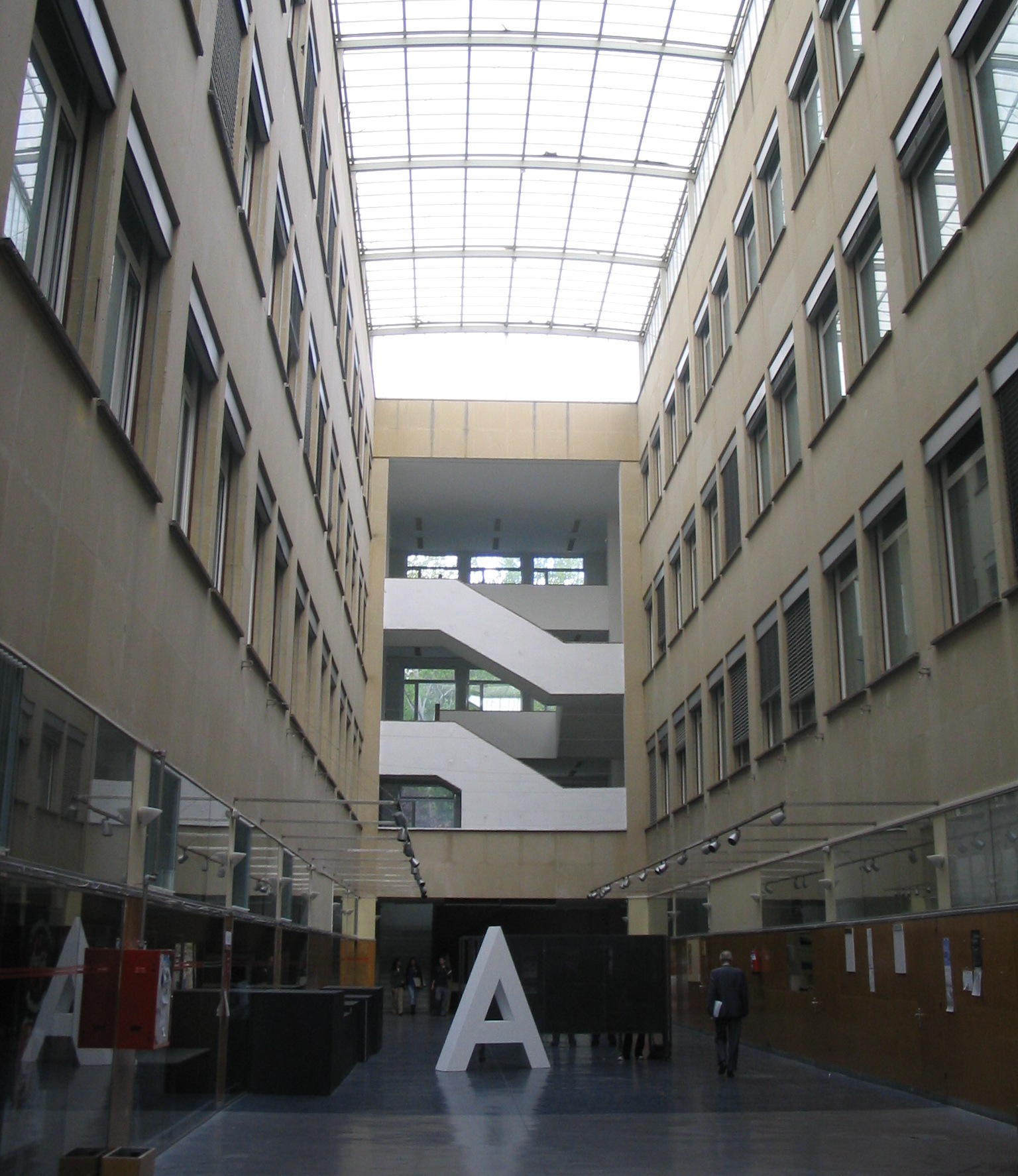
Interiör från ETSAM:s nya byggnad

Madrids arkitekturhögskola, Escuela Técnica Superior de Arquitectura de Madrid (ETSAM), är Madrids tekniska universitets (UPM:s) fakultet för arkitektur.
Högskolan grundades 1844 under namnet Escuela Especial de Arquitectura de Madrid och är Spaniens äldsta arkitektskola. Den nuvarande skolbyggnaden invigdes 1936.

## Historia
Filip V grundade 1744 Kungliga spanska akademin för de fina konsterna (målning, skulptur och arkitektur), la Real Academia de las Tres Nobles Artes, vilken började undervisning i arkitektur 1752. 
År 1844 reformerades utbildningen i de fina konsterna och arkitektutbildningen organiserades som en egen avdelning inom den nya Escuela de Nobles Artes. Den blev 1857 omorganiserad till Escuela Superior de Arquitectura, under Universidad de Madrid.
År 1936 invigdes den nuvarande huvudbyggnaden på Avenida de Juan de Herrera i Ciudad Universitaria de Madrid. År 1966 integrerades skolan i Instituto Politécnico de Madrid, namnändrat till Universidad Politécnica de Madrid år 1971.